# Янко Камауф
Янко Камауф (хорв. Janko Kamauf, нар. 10 грудня 1801, Градець — пом. 11 серпня 1874, Загреб) — перший в історії мер Загреба. 

## Біографія
1816 року закінчив Загребську класичну гімназію.
1817 р. вступив у Загребську православну академію. 1822 р. склав іспит на адвоката у Пешті. 
З 1823 р. був адвокатом Загребської єпархії. 1831 р. обраний міським депутатом, а роком пізніше — міським сенатором, залишаючись пов'язаним службою із Загребом аж до 1857 р. Був одним із засновників Першого хорватського ощадного банку 1846 р. 
За клопотанням бана Йосипа Єлачича 7 вересня 1850 імператорським указом, вони в єдине королівське вільне місто Загреб були об'єднані Градець, Каптол, передмістя та підвладні їм села. Таким чином, Загреб зажив як єдине місто, а останній суддя вароша Градець був обраний першим мером. Загреб тоді налічував 16 036 жителів.
Камауф правив містом повних 6 років: з 1851 до 1857 р.